# 야후 (1995년 기업)
야후! 주식회사(영어: Yahoo! Inc.)는 미국 캘리포니아 주 서니베일에 본사를 둔 인터넷 기업이었다.

## 같이 보기
- 야후 (기업)